# Sokushinbutsu
Sokushinbutsu (jap. 即身仏) ist eine Praxis der Selbstmumifizierung, die ihre Wurzeln in der buddhistischen Schule des Shingon-shū hat und von deren Anhängern als ein Weg verstanden wurde, durch extreme Schmerzen und Selbstverleugnung einen Weg in das Nirwana zu finden und so die eigene Buddha-Natur zu vervollständigen.
Die Selbstmumifizierung wurde hauptsächlich im nördlichen Japan in der Umgebung der Präfektur Yamagata praktiziert; auch heute finden sich in einigen der Klöster mumifizierte Priester. Sokushinbutsu wurde im 19. Jahrhundert verboten; 1903 starb der letzte bekannte Priester in der Ausübung des Rituals.

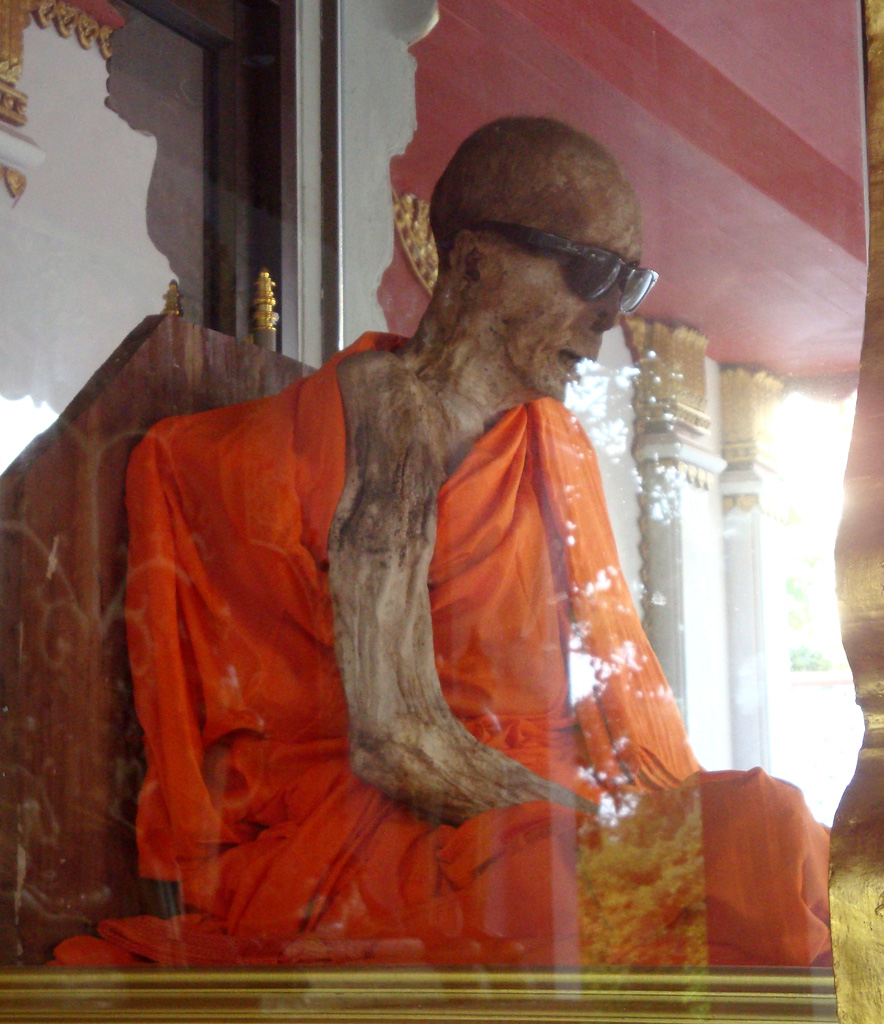
Mumifizierter Leichnam des Mönches Luang Phor Daeng Payasilo im Wat Khunaram nahe dem Ort Ban Hua Thanon

## Vorgehensweise
Der Prozess wird in drei Abschnitte von jeweils 1000 Tagen aufgeteilt. Jeder Abschnitt ist durch mentale Veränderung als Folge der Härten und qualvollen Schmerzen, denen der Priester ausgesetzt wird, gekennzeichnet. Diese Praxis dient nicht einer mystischen Erfahrung, sondern als Vorbereitung auf das Nirwana.

### Der erste Abschnitt
Innerhalb der ersten 1000 Tage hält sich der Priester an eine spezielle Diät, die nur aus Nüssen und Samen aus der Umgebung besteht. In dieser Phase unterwirft er sich großen Härten, z. B. der stundenlangen Meditation unter eiskalten Wasserfällen. Am Ende dieses Abschnittes hat der Priester bereits stark abgenommen.

### Der zweite Abschnitt
In dem zweiten tausendtägigen Abschnitt reduziert sich die Nahrungsaufnahme des Priesters auf eine kleine Menge von Rinde und Wurzeln von Nadelbäumen, was zu einer extremen Abmagerung führt. Außerdem trägt diese Diät stark zur Entwässerung des Körpers bei. Am Ende dieser Periode beginnt der Priester einen giftigen Tee zu trinken, der aus dem Saft des Urushi-Baums gemacht ist. Dieser Saft wird normalerweise verwendet, um Schüsseln, Teller und Möbel zu lackieren. Der Tee verursacht Erbrechen, verstärktes Urinieren und verstärkte Transpiration, um den Körper weiter zu entwässern. Zusätzlich soll dieser Tee den Körper giftig machen, um nicht von Maden gefressen zu werden. Möglicherweise spielt auch die Einnahme von stark arsenhaltigem Quellwasser während des gesamten Prozesses für eine erfolgreiche Mumifizierung eine Rolle.

### Der dritte Abschnitt
Schließlich wird der Priester für die letzten 1000 Tage in einer Gruft eingeschlossen, die kaum größer ist als sein Körper, in welcher er im Lotossitz verharren muss. Seine einzige Verbindung zur Außenwelt sind eine Röhre für die Luftversorgung und eine Glocke. Jeden Tag läutet er die Glocke, um denjenigen außerhalb mitzuteilen, dass er noch lebt. Sobald die Glocke aufhört zu klingeln, wird die Röhre entfernt und die Gruft versiegelt. Anschließend warten die anderen Priester im Tempel bis zum Ende der 1000 Tage; danach wird die Grabstätte wieder geöffnet, um zu sehen, ob die Einbalsamierung erfolgreich war. Wenn der Priester erfolgreich mumifiziert worden ist, wird er als ein Buddha angesehen und zur Betrachtung im Tempel ausgestellt. Man glaubte, er habe den Weg ins Nirwana gefunden.
Gewöhnlich hat jedoch die Verwesung eingesetzt. Obwohl dieser Priester dann nicht als ein wahrer Buddha angesehen wurde, wurde auch dieser für seine Hingabe und seinen Geist bewundert und verehrt.

## Vergleiche mit anderen Kulturen
Es sollte vermieden werden, diese Vorgehensweise ausschließlich vor dem Hintergrund der westlichen Kultur zu sehen. Während Selbstbestrafung im Christentum (Askese, Flagellation etc.) oft als Versuch von Bereinigung von Sünde gesehen wird, ist Sokushinbutsu etwas völlig anderes. Auch Selbstmord wird im Buddhismus nicht grundsätzlich wie im Christentum verurteilt, solange die Motivation gut und nicht selbstsüchtig ist. Um Sokushinbutsu zu verstehen, muss man die buddhistische Ansicht berücksichtigen, dass alles Leben dem Samsara unterliegt, dem konstanten Kreislauf aus Leben, Tod und Wiedergeburt. Wer aus diesem Kreislauf ausbrechen will, muss einen Weg in das Nirwana finden. Über diesen Weg gibt es viele verschiedene Ansichten, aber allen gemein ist, dass er einen enormen persönlichen Aufwand voraussetzt.

## Wissenschaftliche Forschungen
Forschungen zur Selbstmumifizierung zu Trockenpräparaten werden von Wissenschaftlern vorwiegend im asiatischen Raum betrieben, einen räumlichen Schwerpunkt bildet Tibet. Physiologisch zeigen sich Parallelen zum Torpor, einer zeitlich befristeten massiven Stoffwechselreduktion, mit der einige warmblütige Tiere auf extremen Nahrungsmangel reagieren können. Ähnliche Techniken werden post mortem teilweise bei der Einbalsamierung, der Gefriertrocknung im Zuge einer Präparation und der Plastination verwendet. 